# Пацко Ярослав Володимирович
Ярослав Володимирович Пацко (7 червня 1938, Вінниця — 1 січня 2007) — український нейроонколог, мікронейрохірург, доктор медичних наук, професор.

## Біографія
Народився 7 червня 1938 року у Вінниці. Після школи поступив в Київський медичний інститут, який закінчив у 1961 році. В тому ж році почав працювати у Київському інституті нейрохірургії:
- в 1961—1964 роках — лікар, науковий співробітник;
- в 1964—1972 роках — молодший науковий співробітник;
- в 1974—1985 роках — старший науковий співробітник;
- в 1989—2000 роках — завідувач науково-організаційним відділом.

В 1972—1974 та 1985—1989 роках працював асистентом кафедри нейрохірургії Київського інституту удосконалення лікарів. Доктор медичних наук з 1987 року.

Могила Ярослава Пацко

Помер 1 січня 2007 року. Похований в Києві на Берковецькому кладовищі.

## Наукова діяльність
У 1968 році Я. В. Пацко захистив кандидатську дисертацію "Особливості клініки, діагностики та хірургічного
лікування краніофарінгеом в залежності від їх переважного розповсюдження "; в 1987 році — докторську дисертацію «Аденоми гіпофіза з обширним екстраселлярним розповсюдженням».
У 1960-ті роки Ярослав Володимирович розробляв основи лазерної нейрохірургії нейроендоскопом.
Я. В. Пацко першим в Україні запропонував використовувати методики транссфеноідальних оперативних втручань при новоутвореннях в області турецького сідла; він є автором 58 наукових робіт, двох винаходів, восьми раціоналізаторських пропозицій.